# Albert Pujol Lorenzo
Albert Pujol Lorenzo (Badalona, 2 de maig de 1960) és un exjugador de basquetbol català que jugava en la posició d'aler.
Va entrar a formar part de les categories inferiors del Club Joventut Badalona l'any 1974 quan era infantil, tot i que per diversos motius l'equip competia en categoria juvenil. Va ser subcampió d'Espanya juvenil els anys 1976 i 1977. Durant aquests anys també va ser internacional juvenil amb Catalunya i Espanya, aconseguint la cinquena posició del Campionat d'Europa celebrat a França, sota les ordres d'Aíto García Reneses. Sent júnior, va debutar com a jugador del primer equip de la Penya la temporada 1977-78, amb Antoni Serra a la banqueta, aconseguint guanyar el títol de lliga. També va participar amb el primer equip la temporada següent, però no va ser fins a la temporada 1979-80 que va comptar amb fitxa del primer equip, amb l'arribada de Lluís Cortés. L'any següent, tot i realitzar el servei militar, el Joventut l'inscriu per als partits de la Copa Korac, títol que van aconseguir guanyar. Després va jugar dues temporades més al CB Premià i una altra al CB Mollet, retirant-se de la competició activa l'any 1984.